# Xã Mount Lebanon, Quận Allegheny, Pennsylvania
Xã Mount Lebanon (tiếng Anh: Mount Lebanon Township) là một xã thuộc quận Allegheny, tiểu bang Pennsylvania, Hoa Kỳ. Năm 2010, dân số của xã này là 33.137 người.